# Henslova utrdba
Henslova utrdba (Fort Hensel) pri Naborjetu (Malborgeth, Malborghetto) je bila ena izmed šestih koroških utrdb, ki so varovale dostop do Trbiža in naprej v središče Avstrije. Tako kot vse utrdbe, je bila tudi ta pred začetkom prve svetovne vojne zastarela, zato so jo Avstrijci kmalu po začetku sovražnosti razorožili in zapustili. Zaradi divjega italijanskega obstreljevanja je bila že zelo zgodaj izločena iz boja, kljub temu je postala simbol avstrijske odločnosti, da za vsako ceno obranijo Koroško. Danes je utrdbo še možno videti, vendar je v izredno slabem stanju.

## Utrdba
Utrdba je bila zgrajena na mestu stare utrdbe, ki je bila porušena v času Napoleonovih vojn. Pomen te utrdbe je v naslednjih letih nekoliko upadel, ko je Avstrija po izgubljeni vojni s Prusijo, Italiji morala prepustiti Benečijo (Italija je bila takrat zaveznica Prusije). Nova meja je dobesedno presekala Kanalsko dolino pri kraju Tablja (Pontafel, Pontebba), ki je bil od utrdbe oddaljen le skromnih 12 km. S tem je ozemlje Trbiža skupaj z železnico postalo strateško izredno pomembno.
V drugi polovici 19. stoletja je bila utrdba že zastarela, zato se je vrhovno poveljstvo odločilo za njeno posodobitev. Za gradnjo so namenili 520.413 goldinarjev in 79 krajcarjev. Nova zapora je bila zasnovana kot kompleks dveh s podzemskim prehodom povezanih utrdb. Gradnja se je začela 2. aprila 1881 in se končala 18. septembra 1883. Tehnični prevzem je bil opravljen 11. novembra 1883, v uporabo pa je bila predana šele julija 1884. Posadka je štela dva častnika, zdravnika in 238 mož celovškega 1. gorskega strelskega in 104 topničarjev 4. bataljona trdnjavskega topništva. Na začetku vojne ji je poveljeval nadporočnik Karl Ebner iz 2. osvetljevalnega oddelka 4. bataljona trdnjavskega topništva.
Utrdba je bila sestavljena iz dveh delov. Spodnja utrdba, poimenovana Werk B, je bila namenjena topniškemu boju, zato so jo oborožili z osmimi 12 cm topovi M. 80. Dva para sta bila v dveh, 71 tonah težkih, litoželeznih, površinsko kaljenih kupolah M. 80. Preostali štirje topovi pa so bili nameščeni v oklepnih kazematnih baterijah v prednjem delu utrdbe. Zgornjo utrdbo Werk A, ki se je nahajala kakih 50 metrov višje na pobočju Čalabaja, sta sestavljali kasarna, urejena za obrambo in rondel. Naloga te utrdbe je bila obramba zadnje strani in boka zapore. Oborožena je bila z dvema 12 cm topovoma M. 61, dvema 15 cm topovoma M. 59, dvema gladkocevnima 17 cm možnarjema in dvema 10,5 cm poljskima topovoma M. 63.
22. maja 1897 je utrdba doživela še eno posodobitev. Dobila je štiri oklepne opazovalnice, poleg tega so jo elektrificirali in opremili z električnimi žarometi. Na novo so zgradili pokrite pehotne položaje in z betonom ojačali stropove na najbolj izpostavljenih objektih. Posodobili so tudi oborožitev. Zgornja utrdba je dobila dve 10 cm oklepni havbici M. 5 in štiri 9 cm topove M. 4 za minimalne strelne line. Kasneje je dobila še oborožitev sedmih mitraljezov Schwarzlose M. 7.

## Utrdba v času vojne
Tako kot vse koroške utrdbe je bila tudi Henslova utrdba pred začetkom prve svetovne vojne že zastarela, zato so se v poveljstvu odločili, da jo razorožijo. 12. marca 1915 so iz spodnje utrdbe odpeljali vse štiri 12 cm topove, nato pa so zazidali in zasuli široko odprtino baterije v zgornji prednji strani utrdbe. V levi in desni kupoli so odstranili po enega od dveh vgrajenih 12 cm topov.
Ob začetku vojne je frontna črta potekala le 2 do 4 km pred utrdbo. Italijanske priprave za napad na utrdbo so se začele že zelo zgodaj. Avgusta 1914 so v dolini Dunje (Dogna) italijanski alpini začeli graditi vojaško cesto. Italijansko vrhovno poveljstvo je vedelo, da je možno iz Dunjske doline zelo učinkovito obstreljevati Henslovo utrdbo. Gradnja ceste se je zaključila aprila 1915. Do 10. junija so Italijani pri vasi Plekce (Pleziche) namestili štiri možnarje 210 A, pri vasi Chiout pa štiri topove 149 A. Do junija se je število topov pri Plekcah povečalo na deset. Zadnje dni julija so Italijani skoraj brez boja zasedli greben Dveh Špic (Zweispitze, Due Pizzi), Piparjev in Poldnašnje špice (Mittagskofel, Jôf di Miezegnot) ter tako v roke dobili odlično topniško opazovalnico.
Prva granata je bila proti utrdbi izstreljena 12. junija točno ob 10. uri zjutraj. Prvi italijanski zadetek je bila gradbena lopa, v kateri je bilo uskladiščenih 800 granat. Po zadetku je prišlo do tako močne eksplozije, da so prebivalci Trbiža mislili, da je eksplodirala celotna utrdba. Eksplozija ni povzročila velike škode niti ni terjala žrtev, je pa povzročila gozdni požar, ki ga je posadka utrdbe gasila več ur.
Italijanskim 149 in 210 milimetrskim granatam so se kmalu pridružile tudi granate 305 mm, ki so na utrdbi povzročile ogromno škode. Obstreljevanje se je vse bolj stopnjevalo. V prvih osmih dneh vojne je posadka naštela 1.000 eksplozij italijanskih granat. Dne 22. junija je Trbiž obiskal prestolonaslednik Karel, kar je topničarje v utrdbi spodbudilo, da so poizkušali zadeti italijansko opazovalnico, vendar brez uspeha. Italijani so vrnili udarec in trdnjavo zasuli s težkimi granatami. 305 mm granata je prebila strop in še dve nadstropji ter eksplodirala v prostorih za moštvo. Eksplozija je terjala življenje poročnika, poveljnika spodnje utrdbe, kadeta in 17 topničarjev, iz ruševin pa je reševalni ekipi uspelo rešiti pet hudo ranjenih topničarjev. Po tem dogotku je večina posadke utrdbo zapustila, ostala je le še dežurna posadka.
Do sredine avgusta je bilo na utrdbo izstreljenih več kot 4.500 granat, od katerih jih je približno 200 zadelo objekt. Dne 30. avgusta 1915 je poveljstvo nad utrdbo prevzel nadporočnik Hans Marckhgott, ki je bil pred tem poveljnik utrdbe A. Predhodni poveljnik pa je prevzel poveljstvo Bovške zapore. Italijani vse do 9. novembra niso več obstreljevali. Marca 1916 je posadka utrdbe iz oklepne kupole odnesla havbico. Medtem pa je preostali top v kupoli streljal vse do 19. marca 1916. Prav tistega dne je bil smrtno ranjen tudi poveljnik utrdbe A, poročnik Sedlaka. 26. marca je posadka odnesla top še iz druge oklepne kupole in po tem dokončno zapustila utrdbo.